# Campeonato Capixaba Série B 2017
In 2017 werd het 33ste Campeonato Capixaba Série B gespeeld voor voetbalclubs uit de Braziliaanse staat Espírito Santo. De competitie werd georganiseerd door de FES en werd gespeeld van 25 maart tot 11 juni. Serra werd kampioen. 

## Eerste fase
| Plaats | Club             | Wed. | W | G | V | Saldo | Ptn. |
| ------ | ---------------- | ---- | - | - | - | ----- | ---- |
| 1.     | Serra            | 10   | 7 | 1 | 2 | 19:7  | 22   |
| 2.     | Castelo          | 10   | 5 | 1 | 4 | 13:12 | 16   |
| 3.     | Rio Branco-VN    | 10   | 4 | 2 | 4 | 19:15 | 14   |
| 4.     | Estrela do Norte | 10   | 5 | 2 | 3 | 15:11 | 11   |
| 5.     | Sport            | 10   | 3 | 1 | 6 | 12:19 | 10   |
| 6.     | Vilavelhense     | 10   | 2 | 1 | 7 | 9:23  | 7    |

|  | Geplaatst voor tweede fase |
|  | Degradatie                 |

## Tweede fase
|  | halve finale     | halve finale | halve finale | halve finale |  |               | finale | finale | finale | finale |
|  |                  |              |              |              |  |               |        |        |        |        |
|  |                  |              |              |              |  |               |        |        |        |        |
|  | Estrela do Norte | 1            | 0            | 1            |  |               |        |        |        |        |
|  | Serra            | 1            | 1            | 2            |  |               |        |        |        |        |
|  |                  |              |              |              |  | Serra         | 2      | 0      | 2      |        |
|  |                  |              |              |              |  | Rio Branco-VN | 1      | 0      | 1      |        |
|  | Rio Branco-VN    | 2            | 3            | 5            |  |               |        |        |        |        |
|  | Castelo          | 1            | 0            | 1            |  |               |        |        |        |        |

Details finale 

Heen
|              |                    |       |                                |                                                 |
| 4 juni 15:00 | Rio Branco-VN      | 1 – 2 | Serra                          | Estádio Emílio Nemer, Castelo Toeschouwers: 511 |
| 4 juni 15:00 | Gerlem Willian 40' |       | 9' Emílio 64' Ronaldo Capixaba | Estádio Emílio Nemer, Castelo Toeschouwers: 511 |

| Rio Branco-VN | Serra |

Terug
|               |       |       |               |                                             |
| 11 juni 15:00 | Serra | 0 – 0 | Rio Branco-VN | Estádio Robertão, Serra Toeschouwers: 1.963 |
| 11 juni 15:00 |       |       |               | Estádio Robertão, Serra Toeschouwers: 1.963 |

| Serra | Rio Branco-VN |

## Kampioen
| Campeonato Capixaba de 2017 - série B |
| Espírito Santo                        |
| ------------------------------------- |
| SERRA Kampioen (2° titel)             |